# Bataille de Narva (1700)
Pour les articles homonymes, voir Bataille de Narva.
Grande guerre du Nord
Batailles
- Riga I
- Narva I
- Daugava
- Rauge
- Erastfer
- Kliszów
- Hummelshof
- Nöteborg
- Saladen
- Pułtusk
- Jēkabpils
- Narva II
- Poznań
- Punitz
- Gemauerthof
- Varsovie
- Hrodna
- Fraustadt
- Kletsk
- Kalisz
- Holowczyn
- Malatitze
- Lesnaya
- Poltava
- Perevolochna
- Helsingborg
- Viborg
- Riga II
- Baie de Køge
- Fladestrand
- Gadebusch
- Bender
- Pälkäne
- Storkyro
- Hangö Oud
- Fehmarn Bält
- Rügen
- Kristiania (Oslo)
- Stralsund
- Dynekilen
- Osel
- Stäket
- Grengam

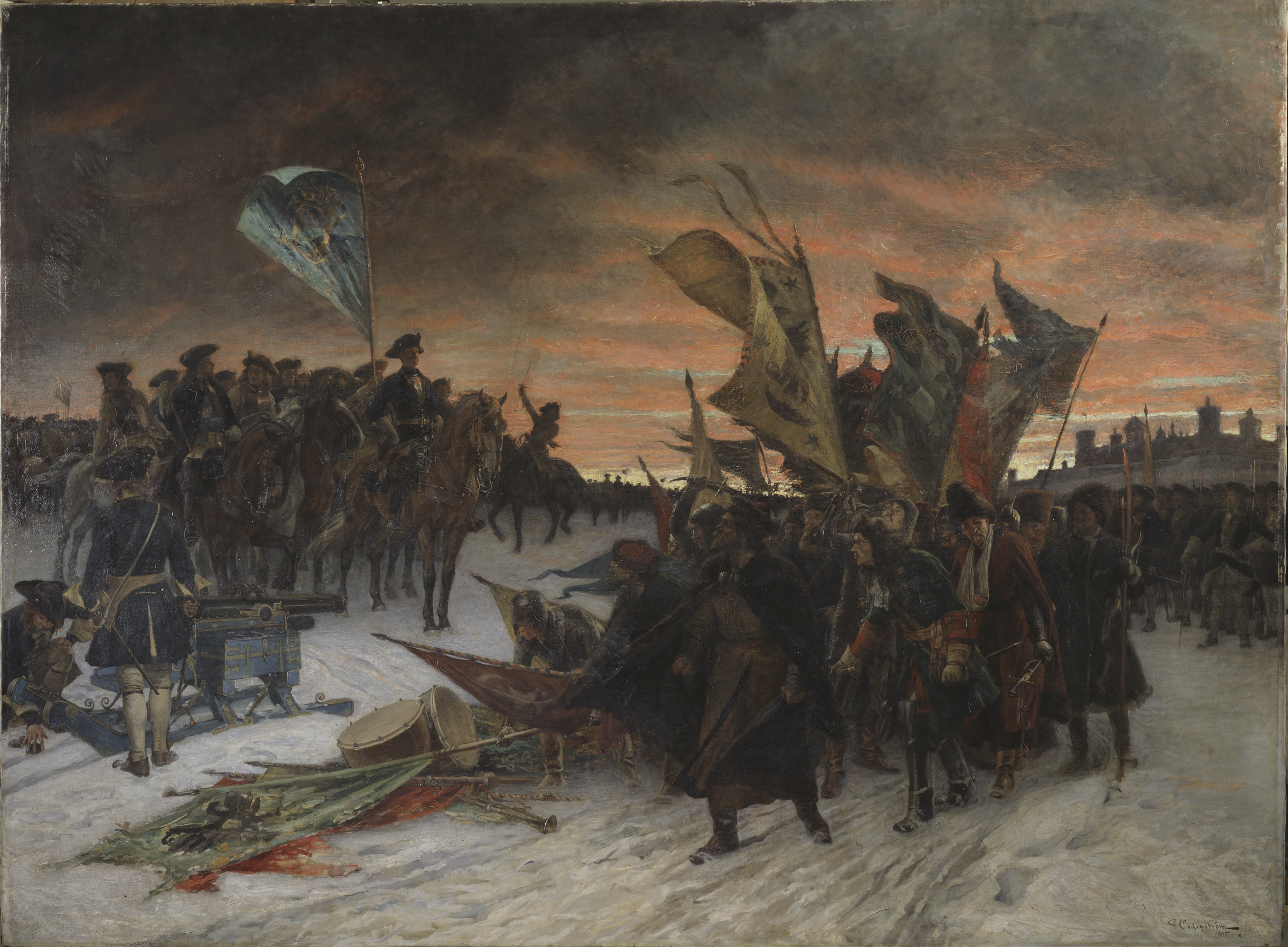
Victoire de Narva par Gustaf Cederström.

La bataille de Narva (russe : Битва на Нарве; suédois : Slaget vid Narva) est une bataille survenue au début de la grande guerre du Nord, le 30 novembre 1700 à Narva, dans le Nord-Est de l’Estonie. L'armée suédoise, commandée par le roi Charles XII, qui n’a pas encore dix-huit ans, y remporte une victoire totale sur l'armée impériale russe de Pierre le Grand.

## Contexte
La Russie du XVIIe siècle accuse un retard important sur les autres nations européennes, notamment sur le plan militaire. Cependant, Pierre le Grand a des visées expansionnistes vers les rives de la Baltique et souhaite s'emparer des possessions suédoises baltes, perdues avec le traité de Stolbovo en 1617. Des officiers étrangers sont recrutés, mais l'armée russe manque d'entraînement.
Les troupes suédoises sont bien équipées, entraînées, et disciplinées, provoquant l'envie de Pierre le Grand. L'Empire suédois est alors une puissance militaire majeure de l'Europe du Nord, qui comporte des États dans le Nord de l'Allemagne, et les actuels Pays baltes et Finlande. À la mort du roi Charles XI, Charles XII monte sur le trône à l'âge de 15 ans. Les pays voisins souhaitent profiter de son inexpérience pour reprendre les territoires auparavant perdus.
Une coalition se forme entre le Danemark de Frédéric IV, la Norvège, la Pologne, la Saxe et la Russie dans le but de faire la guerre à la Suède.
Frédéric IV envahit le Schleswig-Holstein, dont le duc était un beau-frère de Charles XII, et assiège Tönningen. L'armée saxonne assiège Riga. Charles XII, dont l'armée comprend de nombreux officiers français, bat les Danois à Copenhague le 8 août et signe la paix de Travendal.
En novembre, les troupes russes assiègent Narva, alors ville suédoise, dans le but de s'en emparer. Si une armée saxonne et polonaise se trouve près de Riga en Livonie, suédoise, elle a pris ses quartiers d'hiver au sud de la rivière Daugava, et n'intervient pas dans la bataille. Charles XII décide de s'occuper de la menace russe, plus immédiate, en s'attaquant aux forces de Pierre.

## Forces en présence

### Armée suédoise

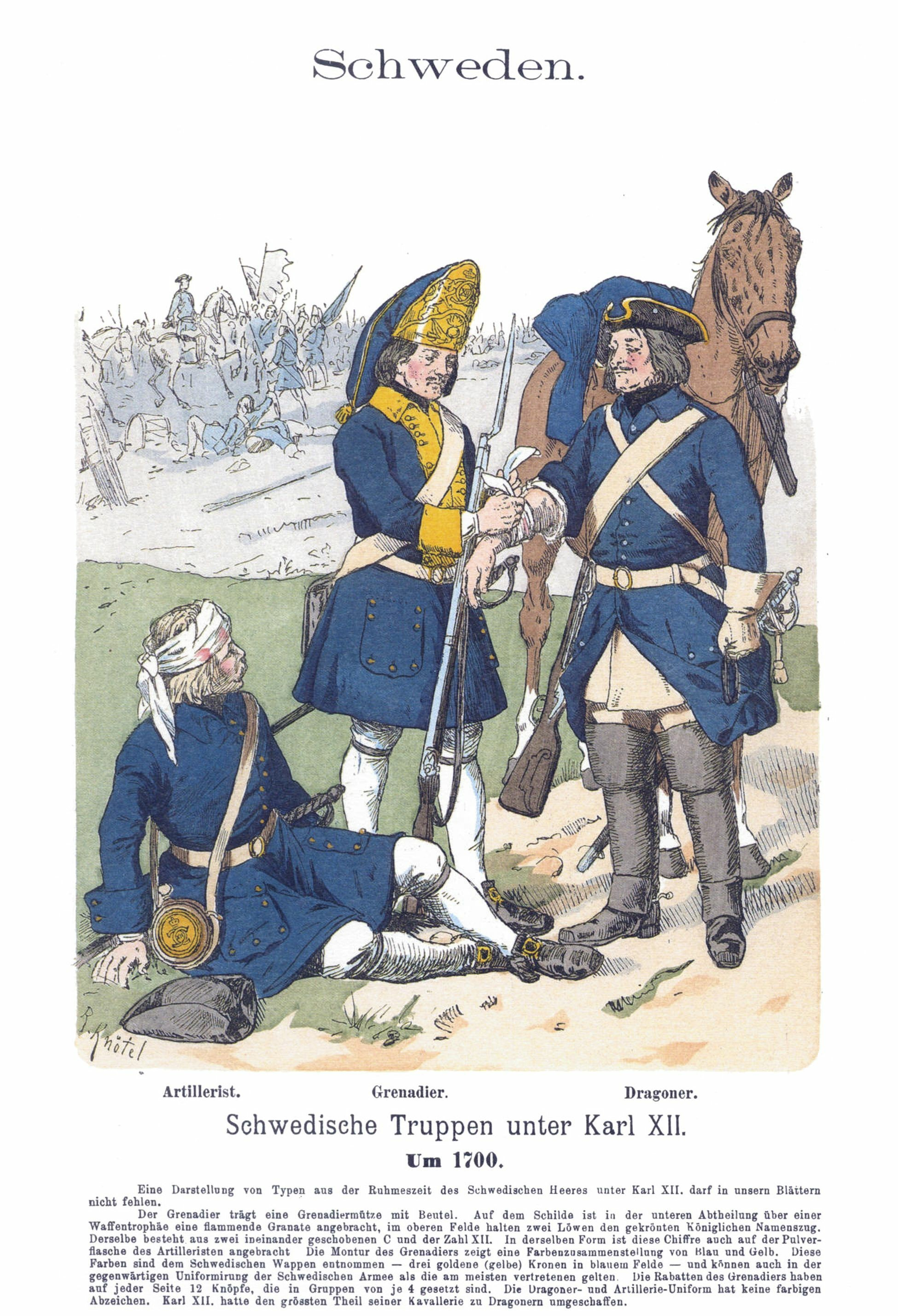
Apparence des troupes suédoises vers 1700.

Les troupes suédoises dirigées par Charles XII comportent 10 537 soldats : 5 889 fantassins, principalement suédois, 4 314 cavaliers, principalement finlandais, et 334 artilleurs servant 37 canons,.
La garnison de la ville de Narva dispose de 227 canons et 1 800 hommes.

### Armée russe
L'armée russe dirigée par Charles Eugène de Croÿ comportait environ 30 000 soldats. Parmi eux, environ 23 950 fantassins et dragons, environ 6 000 cavaliers, 321 artilleurs pour 70 pièces. À l'intérieur de Narva se trouvent 125 canons et 4 000 hommes valides, en plus de 2 000 blessés. Le duc de Croÿ dispose d'environ 30 000 soldats et 195 canons,.

## Déroulement
À l'aube, les troupes suédoises lèvent le camp et arrivent sur le champ de bataille vers 10 heures du matin.
Pendant la majeure partie de la journée, le blizzard rend impossible toute attaque. Cependant, vers midi, les vents changent et le blizzard souffle vers les Russes, leur gênant la vue. Charles XII voit une chance et dirige son armée vers les troupes russes. Ses forces attaquent en deux colonnes, rompant rapidement les armées russes qui sont divisées en trois groupes et encerclées. Les fantassins tentent de s'enfuir par le pont de Narva, mais celui-ci s'effondre. On dénombre 6 000  à   18 000 morts du côté russe, le restant est fait prisonnier.
La reddition russe permet à l'armée de Charles XII de s'emparer de tous les canons du tsar Pierre, en plus de nombreux mousquets et équipements militaires. Les forces russes restantes sont alors quasiment démunies.

### Pour Voltaire
« Le czar,,, comptant sur la prise de la ville [de Narva], était allé à Novogorod, amenant avec lui son favori Menzikoff […]
Pierre laissa son armée et ses instructions pour le siège au prince de Croÿ, originaire du Hainaut, qui depuis peu était passé à son service. Le prince Dolgorouki fut le commissaire de l’armée. La jalousie entre ces deux chefs et l'absence du czar furent en partie cause de la défaite inouïe de Nerva. Charles XII ayant débarqué à Pernau en Livonie avec ses troupes, au mois d'octobre, s’avance au nord à Revel, défait dans ses quartiers un corps avancé de Russes. Il marche et en bat encore un autre. Les fuyards retournent au camp devant Nerva et y portent l'épouvante […]
Profitant d’un vent violent et d’une grosse neige que ce vent portait contre les Russes, il fondit dans leurs retranchements à l’aide de quelques pièces de canon avantageusement postées. Les Russes n’eurent pas le temps de se reconnaître au milieu de ce nuage de neige qui leur donnait au visage, foudroyés par les canons qu’ils ne voyaient pas, et n’imaginant point quel petit nombre ils avaient à combattre.
Le duc de Croÿ voulut donner des ordres, et le prince Dolgorouki ne voulut pas les recevoir. Les officiers russes se soulèvent contre les officiers allemands ; ils massacrent le secrétaire du duc, le colonel Lyon, et plusieurs autres. Chacun quitte son poste ; le tumulte, la confusion, la terreur panique se répand dans toute l’armée. Les troupes suédoises n’eurent alors à tuer que des hommes qui fuyaient. Les uns courent se jeter dans la rivière de Nerva, et une foule de soldats y furent noyés ; les autres abandonnaient leurs armes et se mettaient à genoux devant les Suédois. Le duc de Croÿ, le général Allard, les officiers allemands, qui craignaient plus les Russes, soulevés contre eux, que les Suédois, vinrent se rendre au comte Stenbock ; le roi de Suède, maître de toute l’artillerie, voit trente mille vaincus à ses pieds, jetant les armes, défilant devant lui, nue tête.
[…] Ce ne fut qu'après s'être rendus qu'ils apprirent qu'ils avaient été vaincus par huit mille hommes. »

— Voltaire

## Suite
Charles XII continue la guerre victorieusement en 1701 dans la bataille de Düna contre une armée saxonne. La garnison de Narva tombe en 1704 (malgré une victoire suédoise à la bataille de Gemäuerthof).

## Mémoire

### Côté russe

Le mémorial russe.

En 1900, soit 200 ans après la bataille, les régiments Préobrajensky et Semionovsky initient la construction d'un mémorial aux soldats russes morts lors de cette bataille. Il consiste en un piédestal de granit surmonté d'une croix, placé sur un monticule de terre. Il y est écrit « À nos ancêtres héroïques qui sont tombés en novembre 1700. ».

### Côté suédois
Le 20 novembre 2000, 300 ans après les faits, la ministre suédoise des Affaires étrangères Lena Hjelm Wallén inaugure un monument pour célébrer la bataille de la Narva, en remplacement du mémorial érigé en 1936 et disparu lors de la Seconde Guerre mondiale. L'institut suédois a participé au financement de la construction, qui repose sur un piédestal de granit. Le monument est surmonté par un lion, sa patte gauche reposant sur une boule, comportant trois couronnes gravées, en référence aux armoiries de la Suède. Le socle comprend les mots latins MDCC, pour l'année 1700, et Svecia memor pour « la Suède se souvient ».

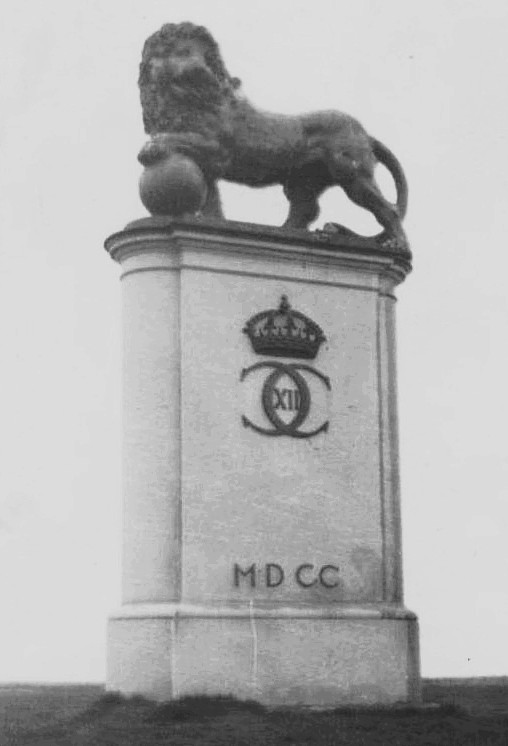
Le monument de 1936, comportant le monogramme de Charles XII et la date.
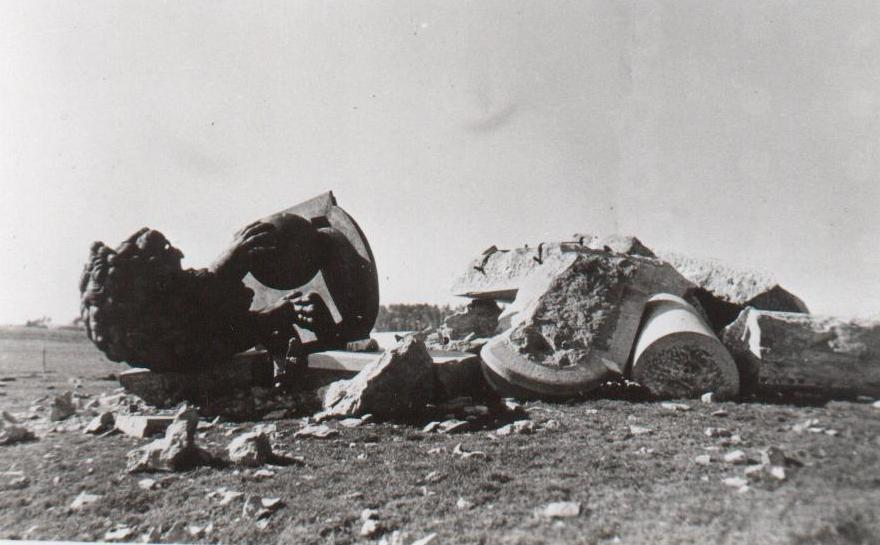
Le monument retrouvé détruit à l'été 1944.
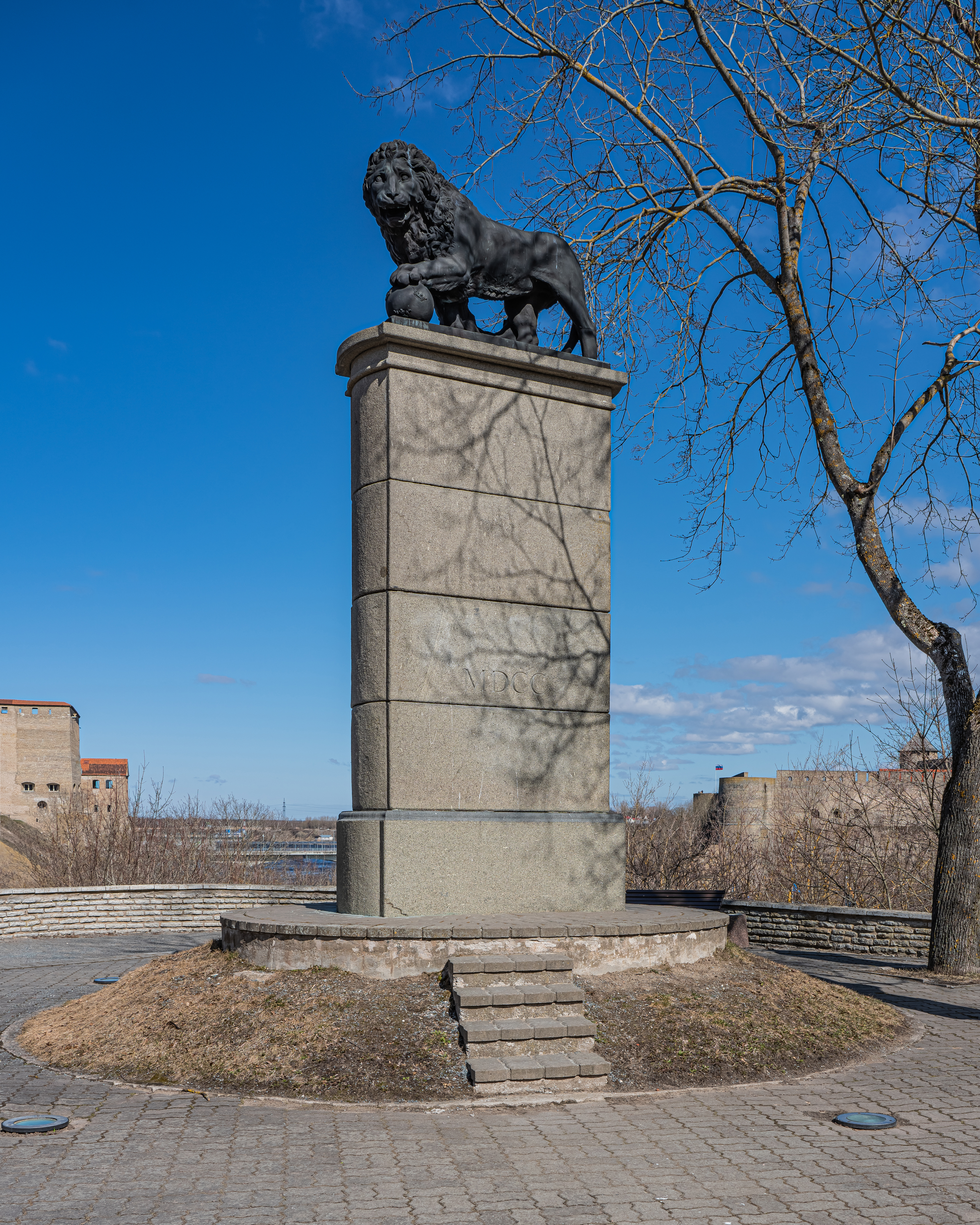
Le mémorial actuel.
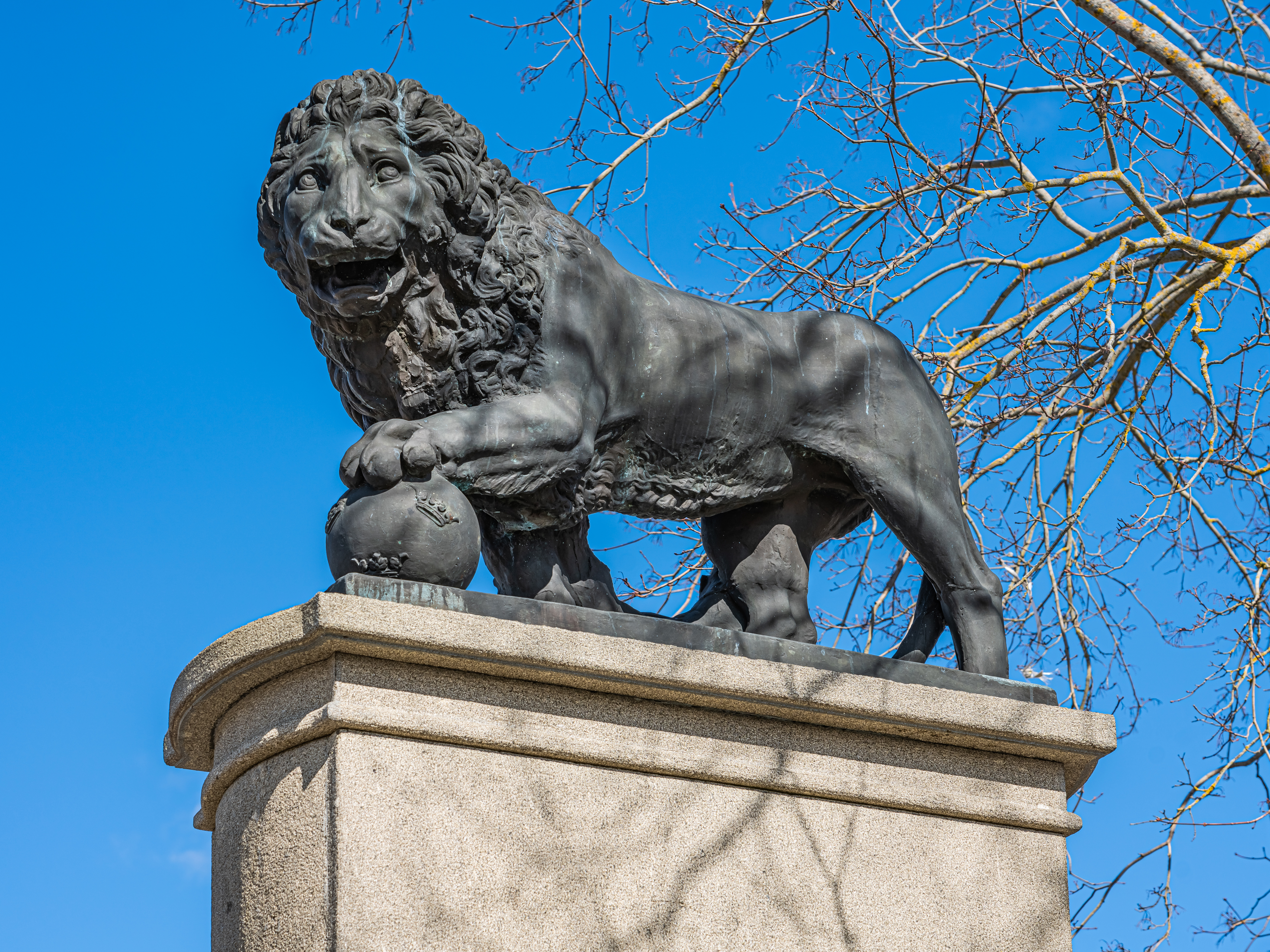
Vue rapprochée sur le lion.

## Articlesconnexes
- Liste des guerres et des batailles de l'Estonie